# Kerstkaart

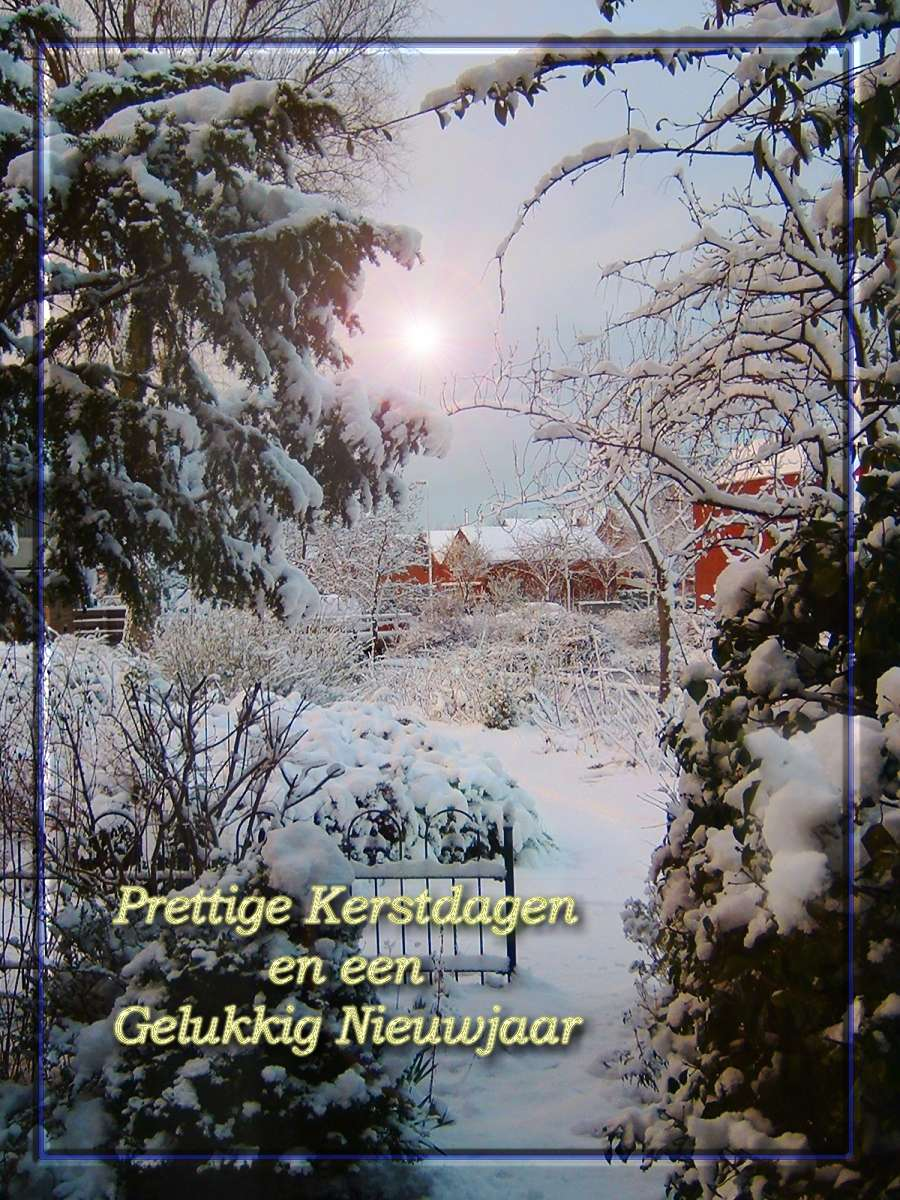
Een typische kerstkaart

Een kerstkaart is een wenskaart die wordt gekenmerkt door een kerstgroet en wensen voor het komende nieuwe jaar.
Over de hele wereld is het een gebruik om rond Kerstmis familie en kennissen een kerstkaart te sturen.

## Waar komt het vandaan?
Het uitbrengen van een kerstgroet is ouder dan men zou denken. In de Middeleeuwen werden op het Europese vasteland houtsnijwerken met religieuze kersttaferelen aangeboden aan geliefden of kasteelheren.
Het verzenden van kerst-nieuwjaarsgroeten stamt eigenlijk uit de 19e eeuw. De Engelse tekenaar John Callcott Horsley maakte in 1843 de eerste kerstkaart met de pakkende tekst "A Merry Christmas and a Happy New Year to You.” (Vrolijk kerstfeest en een gelukkig nieuwjaar voor u) Deze eerste kaart toonde een kerstviering van een gezin.
In de Verenigde Staten begon de in Duitsland geboren drukker Louis Prang omstreeks 1875 met het massaal produceren van kerstkaarten. Deze kaarten waren zeer in trek bij het Amerikaanse publiek en het verzenden van kerstkaarten werd een feit.
In Nederland bood de Amsterdamse boekhandelaar Koster in 1873 als eerste wenskaarten aan, alleen gericht op nieuwjaar. Ze bevatten een wens in rijmvorm. In België lezen kinderen nog altijd met Nieuwjaar een nieuwjaarsbrief voor aan hun familie.

## Hoeveel kerstkaarten worden er jaarlijks verstuurd?
De verzending van wenskaarten rond de feestdagen zorgt jaarlijks voor topdrukte bij de posterijen. In Nederland werden in 2003 meer dan 210 miljoen kerstkaarten verzonden. Ieder jaar worden er minder kerstkaarten verstuurd. Kerstkaarten worden ook steeds later besteld. In 2017 werd maar liefst 19% van de kerstkaarten nog in de laatste 7 dagen voor kerst besteld. In 2015 was dit nog 16%.
| Jaar | Aantal kerstkaarten  |
| ---- | -------------------- |
| 2005 | 200 miljoen          |
| 2006 | 190 miljoen          |
| 2007 | 190 miljoen          |
| 2008 | 180 miljoen          |
| 2009 | 180 miljoen          |
| 2010 | 180 miljoen          |
| 2011 | 165 miljoen          |
| 2012 | 160 miljoen          |
| 2013 | 145 miljoen          |
| 2014 | 130 miljoen          |
| 2015 | 115 miljoen          |
| 2016 | 100 miljoen          |
| 2017 | 85 miljoen (geschat) |
| 2018 | onbekend             |

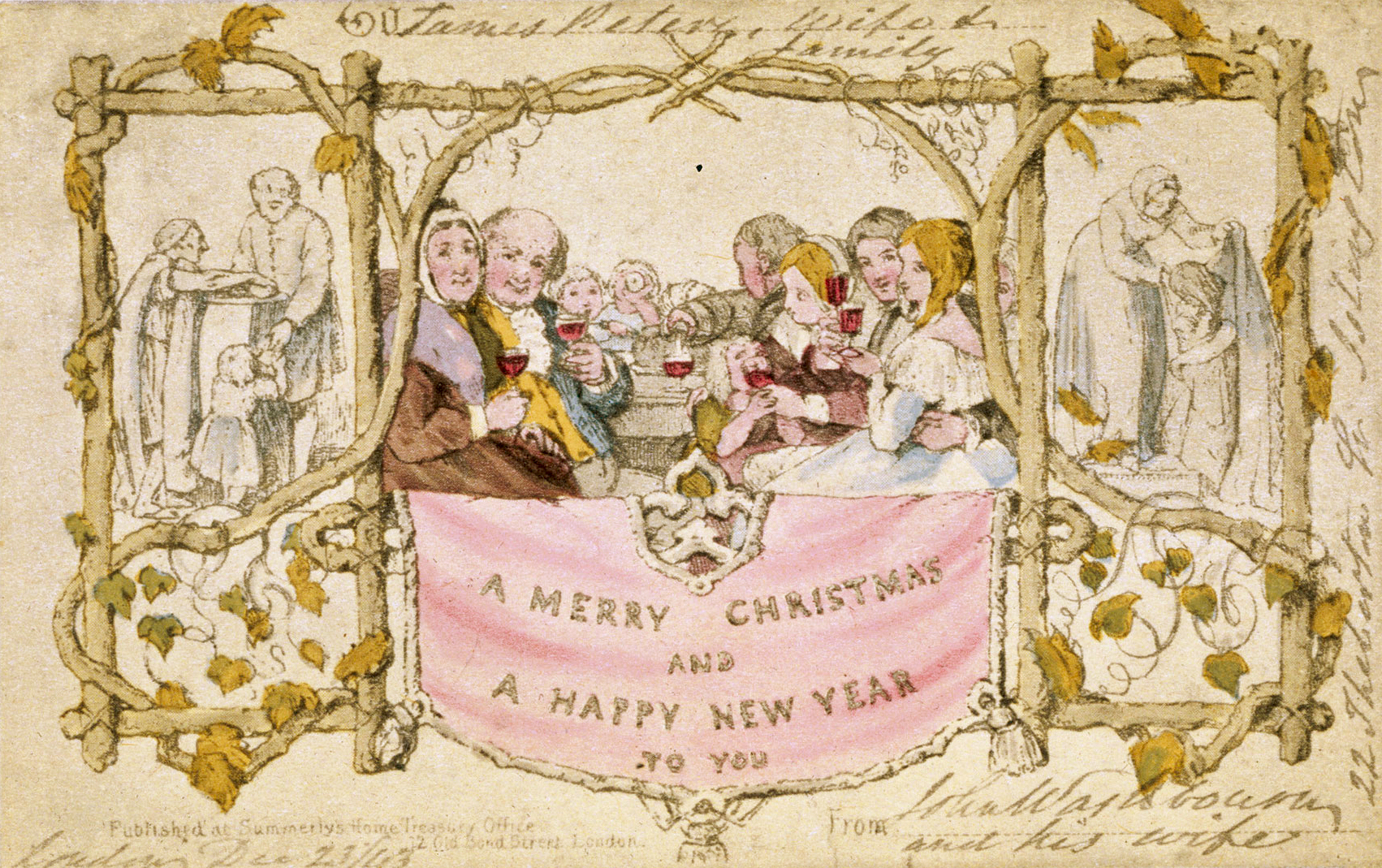
Het ontwerp van de eerste kerstkaart ter wereld door Henry Cole en John Callcott Horsley

Hoewel er van 2019 en 2020 geen aantallen bekend zijn, blijkt uit meerdere bronnen dat de kerstkaartenverkoop aan het toenemen is. Zo bezorgde PostNL de laatste weken van 2020 ruim 14 miljoen wenskaarten per dag. Een verdubbeling die ook door Vereniging Wenskaart is waargenomen. Kaartenwebshop Kaartje2go spreekt zelfs over een verdriedubbeling van het aantal verstuurde kerstkaarten in 2020. Een mogelijke verklaring hiervoor is dat mensen door de coronapandemie en lockdown-maatregelen minder bij elkaar op bezoek konden en vaker kozen voor een kerstwens per post.

## Internationaal
In heel veel landen worden met Kerstmis prentbriefkaarten verstuurd; soms zijn dit zelf gemaakte kaarten (hierbij wordt heel vaak de computer ingezet als hulpmiddel).
Op deze kaarten staan de gebruikelijke kerstwensen, hieronder worden ze per taal vermeld.
- Afrikaans: Geseënde Kersfees en 'n gelukkige nuwe jaar
- Baskisch: Gabon Zoriontsuak eta urte berri on
- Deens: God jul og godt nytår
- Duits: Fröhliche Weihnachten und ein glückliches neues Jahr
- Engels: Merry Christmas & a happy New Year
- Estisch: Häid jõule ja head uut aastat
- Fins: Hyvää Joulua ja Onnellista Uutta Vuotta
- Frans: Joyeux Noël et Bonne Année
- Hebreeuws: חג מולד שמח ושנה טובה
- Italiaans: Buon Natale e Felice Anno Nuovo
- Kroatisch: Čestit Božić i sretna Nova godina
- Nieuwgrieks (Ελληνικά): Καλά Χριστούγεννα και ευτυχισμένος ο Καινούριος Χρόνος
- Papiaments: Bon Pasku y un Felis Aña Nobo / Bon Pasco y un Felis Aña Nobo
- Pools: Wesołych Świąt i Szczęśliwego Nowego Roku
- Portugees: Boas Festas e um feliz Ano novo
- Russisch: С Новым годом и с Рождеством Христовым!
- Spaans: Feliz Navidad y Próspero Año Nuevo
- Tsjechisch: Veselé Vánoce a šťastný nový rok
- Vietnamees: Chúc mừng Giáng Sinh
- Zweeds: God Jul och Gott Nytt År